# おんまく
おんまくは、愛媛県今治市で1998年から行われている祭り。

## 概要
今治市では毎年7月に「バリ祭」、10月に「みなと祭り」が開催されていたが、実施主体が青年会議所と商工会議所に分かれており、対外的な知名度も低い事から市民参加型の祭りを目指して統合した。
毎年8月の始めの土曜日と日曜日に愛媛県今治市の今治港とその周辺を中心に踊りやダンス、打ち上げ花火などの多彩なイベントが行われている。2020・21年中止
「おんまく」という祭りの名前は、方言の「めちゃくちゃ」、「いっぱい」、「思いっきり」から来ている。

## 主要会場
- 広小路（今治港から今治市役所にかけて）
- 今治商店街
- 今治港

## 主な開催イベント
市民参加型の踊りやダンスの他、地域住民などによる太鼓演奏など多彩なイベントが行われている。また、姉妹都市である尾道市や太田市との交流イベントや模擬店なども行われている。また2014年より、港湾地域ではタミヤのRCカーおよびミニ四駆（ジャパンカップ）のイベントが行われている（ただし2014年は荒天でこれらを含む多くのイベントが中止となったため、実質2015年からである。また2017年はJカップが1週間前にずらされた）。

### 踊り
軽快なリズムの中、自由な振り付けで踊る「ダンスバリサイ」、今治の祭りに欠かせない音頭として踊り継がれている「木山・今治お祭り音頭」の2種類の踊りがあり、地元有名企業や学生などが多くの連を成して参加している。
ダンスバリサイでは、チト河内作曲による軽快なリズムとエスニックなメロディーの中、各連が自由な振り付けで踊っている。衣装の一部に必ず、今治市の特産品であるタオルを使う事がルールとなっている。
木山・今治お祭り音頭では、木山音頭と今治お祭り音頭という伝統的な踊りを交互に踊りながら練り歩いている。木山音頭は慶長7年（1602年）に始まり、今治城築城に当たり城人夫達の慰労と普請の能率を上げるために作られた踊りが、後世今治地方盆踊りの木山音頭になったと言われている。今治お祭り音頭は、今治市制60周年を記念して歌詞を広く市民公募により、選び作られたもので現代的で市民が親しみやすく、楽しく踊れる郷土の民謡として今治の祭りに欠かせぬ音頭として踊り継がれている。
2018年にはバリサイに29連、木山・今治お祭り音頭に49連、総勢5,000人以上が参加した。

### おんまく花火
2日目の祭りの最後に行われている。おんまく初開催された1998年には3,500発が打ち上げた。その後は、徐々に打ち上げ本数を増やし、2025年には約1万発を打ち上げている。2017年には愛媛国体も記念して、過去最多の約14,000発を打ち上げている。
見物客も約20万人と今治市の人口より多く、花火の開始前と終了後は市街地は渋滞しJR四国の今治駅などの公共交通機関も混雑している。おんまく花火の費用については地元企業の寄付の他、おんまくが近づく頃に今治市内各地の店舗や公共施設などに花火募金を設置し市民からの寄付を募っている。

## アクセス
- 最寄り駅
  - JR予讃線今治駅

※臨時便有り
- 最寄バス停
  - せとうちバス今治バスセンター（ただし道路を通行止めにする関係で時間帯によっては経由しない）、今治市役所前

## 交通規制
今治市役所から今治港を結ぶ通りや今治港周辺が時間帯によって、交通規制がかけられる。そのため、路線バスや高速バスの一部が迂回する経路をとる。また、おんまく花火時には今治港を発着するフェリーの一部が欠航する。